# Cesare Orsini
Cesare Orsini, in arte Magister Stopinus (Ponzano Superiore, 1571 – intorno al 1640), è stato un poeta italiano, esponente della poesia maccheronica.

## Biografia
Rimasto orfano da bambino, Cesare fu allevato a Ponzano Superiore da uno zio ecclesiastico, che gli diede una solida educazione umanistica.
Sui vent'anni emigrò dal paese in cerca di fortuna e peregrinò fra le varie corti dell'Italia settentrionale facendo il segretario di nobili e prelati.
Fu dapprima presso i Gonzaga di Mantova, ma per breve tempo. Per una ventina d'anni fu segretario del patrizio veneziano Marcantonio Memmo, che seguirà anche a Brescia, quando il Memmo fu podestà di quella città.
L'Orsini fu in seguito a Ferrara, come segretario del cardinal Bevilacqua. Nel 1636 era a Padova. Poi non si hanno più notizie di lui.
Per parecchi anni compose alcune raccolte di versi d'amore in italiano secondo i dettami dello stile barocco, ma ebbe scarso successo. Alla fine della sua vita si volse allora alla poesia maccheronica e in questa ottenne maggiore apprezzamento. I suoi componimenti in tal genere sono riuniti nella raccolta Capriccia macaronica, edita a Venezia nel 1636 e più volte ristampata nei successivi decenni.
I Capriccia, che uscirono sotto lo pseudonimo Magister Stopinus e furono composti sull'esempio delle opere di Merlin Cocai, consistono in otto macaroneae e dodici elegie. Le macaroneae hanno carattere paradossale, secondo l'uso barocco: cinque di esse consistono nelle lodi rispettivamente dell'arte di rubare, dell'ignoranza, della pazzia, della bugia e dell'ambizione; un'altra tratta amaramente delle malizie delle puttane; vi sono infine la lamentazione funebre per una gatta rosa uccisa da un soldato, e la lamentazione per la podagra e la chiragra che affliggevano l'autore. Evidenti sono gli effetti satirici e la satira di costume.

## Opere
- Rime, Ciotti, Venezia, 1605.
- Giardini di rime, Ciotti, Venezia, 1608.
- Epistole amorose, Deuchino, Venezia, 1619.
- Il giardiniere, Norimberga, 1613.
- Diporti poetici, Deuchino, Venezia, 1630.
- Selve poetiche, Ganassa, Padova, 1635.
- Capriccia macaronica, Ganassa, Padova, 1636.[1]

Edizioni moderne dei Capriccia macaronica:
- edizione critica Carabba, Lanciano, 1915.
- traduzione italiana a cura di Luigi Giannoni, Tolozzi, Genova, 1982.[2]